# سرخس آبی
سرخس آبی، سرخس شناور سرده‌ای است از گیاهان از تیره سرخس‌آبیان (Salviniaceae).
این گیاه هم به‌نور شدید نیاز دارد و از ۲۵ تا تا ۳۲ را به راحتی تحمل می‌کند (امتیاز مثبت) و حتی حرارت ۱۸ تا ۲۰ هم می‌تواند تحمل کند (امتیاز مثبت) و در گرمای بالا بهتر رشد می‌کند (عالی) طول برگ‌هایش می‌تواند به ۱۵ تا ۲۰ سانتی‌متر برسد.